# Piekoszów
Pour les articles homonymes, voir Piekoszów (homonymie).
Piekoszów est une ville de la voïvodie de Sainte-Croix et du powiat de Kielce. Il est le siège de la gmina de Piekoszów et comptait 2 671 habitants en 2004.